# 2018 год в истории метрополитена
В этой статье перечисляются основные  события из истории метрополитенов в 2018 году. Полужирным шрифтом выделены открытия новых транспортных систем.

## События

### Первое полугодие

#### Январь
- 1 января — в Петербургском метрополитене повысились цены на ряд именных льготных билетов[1].
- 9 января — продлена Четвёртая линия метрополитена Ханчжоу на 11,1 км и 8 станций[2].
- 23 января — открыта станция «Higienópolis-Mackenzie» Четвёртой линии метрополитена Сан-Паулу[3].
- 30 января — обвалился подвесной потолок на станции «Варкетили» Тбилисского метрополитена, пострадали 7 человек. Станция была закрыта до 6 утра 31 января[4].

#### Февраль
- 8 февраля — станция Киевского метрополитена «Петровка» переименована в «Почайна».
- 24 февраля — закрыта станция «Деловой центр» Солнцевской линии Московского метрополитена[5].
- 26 февраля — открыта Большая кольцевая линия Московского метрополитена длиной 10,5 км с 5 станциями[6].

#### Март
- 2 марта — продлена Пятая линия метрополитена Сан-Паулу на 2,9 км и 1 станцию[3].
- 14 марта — открыта новая Розовая линия Делийского метрополитена длиной 21,6 км с 12 станциями[7].
- 18 марта — продлена Первая линия метрополитена Чэнду в сумме на 17 км и 12 станций[8].
- 22 марта — продлена Люблинско-Дмитровская линия Московского метрополитена на 4,9 км и 3 станции[6].
- 31 марта — открыта новая линия Пуцзян в Шанхайском метрополитене длиной 6,7 км с 6 станциями[9].

#### Апрель
- 4 апреля — открыта станция «Oscar Freire» Четвёртой линии метрополитена Сан-Паулу[3].
- 5 апреля — продлена Пятая линия метрополитена Сан-Паулу на 1 км и 1 станцию[3].
- 6 апреля — продлена Пятнадцатая линия метрополитена Сан-Паулу на 4,7 км и 4 станции[3].
- 8 апреля — продлена Вторая линия Шэньянского метрополитена на 4,9 км и 4 станции[10].
- 10 апреля — продлена единственная линия Алжирского метрополитена: открыты участки «Tafourah (Grande Poste)» — «Place des Martyrs» длиной 1,7 км и «Haï El Badr» — «Ain Naâdja» длиной 3,6 км[11].
- 26 апреля — открыты продления линий метрополитенов в городах:
  - Гуаньчжоу — участок Третьей линии длиной 1,2 км с 1 станцией[12];
  - Тяньзинь — участок Шестой линии длиной 19 км с 14 станциями[13];
  - Сальвадор — участок Второй линии длиной 3,5 км с 1 станцией[14].

#### Май
- 3 мая — переименована станция «Bunyodkor» Ташкентского метрополитена. Ей вернули старое название «Дружба Народов», которое она носила до 6 августа 2008 года[15].
- 7 мая — продлена Вторая линия Мешхедского метрополитена на 2 км и 2 станции[16].
- 12 мая — продлена линия С Римского метрополитена на 0,6 км и 1 станцию[17].
- 13 мая — на несколько часов (10.00—19.00) открыли станцию «Новокрестовская» Петербургского метрополитена[18].
- 17 мая — продлена линия H метрополитена Буэноса-Айреса на 0,8 км и 1 станцию[19].
- 25 мая — продлены линии Ченнайского метрополитена: Зелёная — на 2,6 км и 2 станции и Голубая — на 4,8 км и 4 станции[20].
- 26 мая:
  - открыта новая линия eBART в пригороде Сан-Франциско длиной 16 км с 3 станциями[21].
  - продлена Невско-Василеостровская линия Петербургского метрополитена на 6,3 км и 2 станции[22].
- 29 мая — продлена Пурпурная линия Делийского метрополитена на 24,8 км и 16 станций[7].

#### Июнь
- 1 июня — в Ташкентском метрополитене официально разрешили осуществлять фото и видеосъёмку[23].
- 4-6 июня — из-за забастовки машинистов не работал Тбилисский метрополитен[24].
- 12 июня — открыт новый выход станции «Московская» Нижегородского метрополитена[25].
- 13 июня:
  - продлена Сормовско-Мещерская линия Нижегородского метрополитена на 2,5 км и 1 станцию[26];
  - разделено движение на Автозаводской и Сормовско-Мещерской линиях Нижегородского метрополитена[27].
- 24 июня — открыт участок Зелёной линии Делийского метрополитена длиной 11,2 км с 7 станциями[7].
- 28 июня — продлена Вторая линия Даляньского метрополитена на 3,1 км и 1 станцию[28].

### Второе полугодие

#### Июль
- 10 июля — открыты 6 станций Первой линии Исфаханского метрополитена[29].
- 12 июля — открыто первое в Западной Африке лёгкое метро Абуджи длиной 45,3 км, состоящее из 12 станций[30].
- 22 июля — открыта новая линия 52 Амстердамского метрополитена длиной 9,7 км с 8 станциями[31].

#### Август
- 6 августа — продлена Розовая линия Делийского метрополитена на 8,1 км и 6 станций[7].
- 9 августа — продлена Вторая линия метрополитена Санто-Доминго на 3,6 км и 4 станции[32].
- 30 августа:
  - открыта новая Вторая линия Чанчуньского метрополитена длиной 20,5 км с 18 станциями[33].
  - продлена Центральная линия Казанского метрополитена на 1 км и 1 станцию ("Дубравная")[34].
  - продлена Солнцевская линия Московского метрополитена на 14,2 км и 7 станций ("Мичуринский проспект", "Озёрная", "Говорово", "Солнцево", "Боровское шоссе", "Новопоределкино" и "Рассказовка")[6].
- 31 августа — открыта станция «AACD-Servidor» Пятой линии метрополитена Сан-Паулу[3].

#### Сентябрь
- 8 сентября:
  - открыта новая станция «ВТЦ Кортландт» Нью-Йоркского метрополитена взамен старой, которая была разрушена 11 сентября 2001 года[35][36].
  - открыт южный участок Десятой линии Барселонского метрополитена длиной 4,5 км с 2 станциями[37].
- 24 сентября — продлена Красная линия Хайдарабадского метрополитена на 17,3 км и 16 станций[38].
- 28 сентября — продлена Пятая линия метрополитена Сан-Паулу на 3 км и 3 станции[3].

#### Октябрь
- 1 октября — открыты две новые линии Уханьского метрополитена: Седьмая линия длиной 30,9 км с 19 станциями и Одиннадцатая линия длиной 19,7 км с 13 станциями[39].
- 21 октября — продлена Пятая линия Стамбульского метрополитена на 9,5 км и 7 станций[40].
- 22 октября — открыта новая Пятая линия Тяньзиньского метрополитена длиной 33,9 км с 26 станциями[13].
- 25 октября — открыт метрополитен Урумчи с одной линией длиной 16,6 км с 12 станциями[41].
- 27 октября — продлена Четвёртая линия метрополитена Сан-Паулу на 2,5 км и 1 станцию[3].
- 31 октября — открыт восточный участок Розовой линии Делийского метрополитена длиной 17,8 км с 15 станциями[7].

#### Ноябрь
- 19 ноября — продлена Фиолетовая линия Делийского метрополитена на 3,2 км и 2 станции[7].

#### Декабрь
- 1 декабря:
  - продлена Первая линия Гуйянского метрополитена на 22,3 км и 14 станций[42].
  - продлена Девятая линия Сеульского метрополитена на 10 км и 8 станций[43].
  - проезд в Новосибирском метрополитене подорожал с 20 до 22 рублей[44].
- 3 декабря — продлена Первая линия Тяньзиньского метрополитена на 1,5 км и 2 станции[13].
- 6 декабря — продлена линия Сукхумвит Банкогского метрополитена на 10 км и 8 станций[45].
- 7 декабря — продлена линия U4 Гамбургского метрополитена на 1,5 км и 1 станцию[46].
- 20 декабря — открыта станция метро «Беломорская» на Замоскворецкой линии Московского метрополитена[6].
- 24 декабря — продлена Пятая линия Чунцинского метрополитена на 2,5 км и 1 станцию[47].
- 26 декабря:
  - открыта Четвёртая линия Сианьского метрополитена длиной 35,2 км с 28 станциями[48].
  - продлена Третья линия метрополитена Чэнду на север на 12,7 км и 9 станций и на юг на 17,4 км и 11 станций[8].
- 28 декабря:
  - открыты две новые линии Чунцинского метрополитена: Четвёртая линия длиной 15,6 км с 7 станциями и Кольцевая линия длиной 34,3 км с 17 станциями[47].
  - продлена Седьмая линия Уханьского метрополитена на 17 км и 7 станций[39].
  - продлена линия ГуанФо Фошаньского метрополитена на 5,5 км и 3 станции[12].
- 30 декабря:
  - расширение системы Пекинского метрополитена: продлена Шестая линия на 10,3 км и 5 станций и Восьмая линия на 1,5 км и 1 станцию, также открыта южная часть Восьмой линии длиной 16,4 км с 12 станциями и открыта станция «Beiyunhe East» на Шестой линии[49].
  - продлены две линии Шанхайского метрополитена: Пятая — на 16,4 км и 8 станций и Тринадцатая — на 16 км и 12 станций[9].
  - продлена Большая кольцевая линия Московского метрополитена на 1,9 км и одну станцию[6].
- 31 декабря — продлена Розовая линия Делийского метрополитена на 9,7 км и 5 станций[7].

## Происшествия
| Дата     | Метро                   | Погибли | Пострадали | Описание |
| -------- | ----------------------- | ------- | ---------- | --- |
| сентябрь | Московский метрополитен | 0       | 0          | В камере съезда станции метро «Косино» через несколько дней после технического пуска первого участка Некрасовской линии произошёл прорыв тех же водоносных пластов Косинских болот, что стало причиной срыва открытия всей Некрасовской линии на 9 месяцев |